# Источник вечной молодости

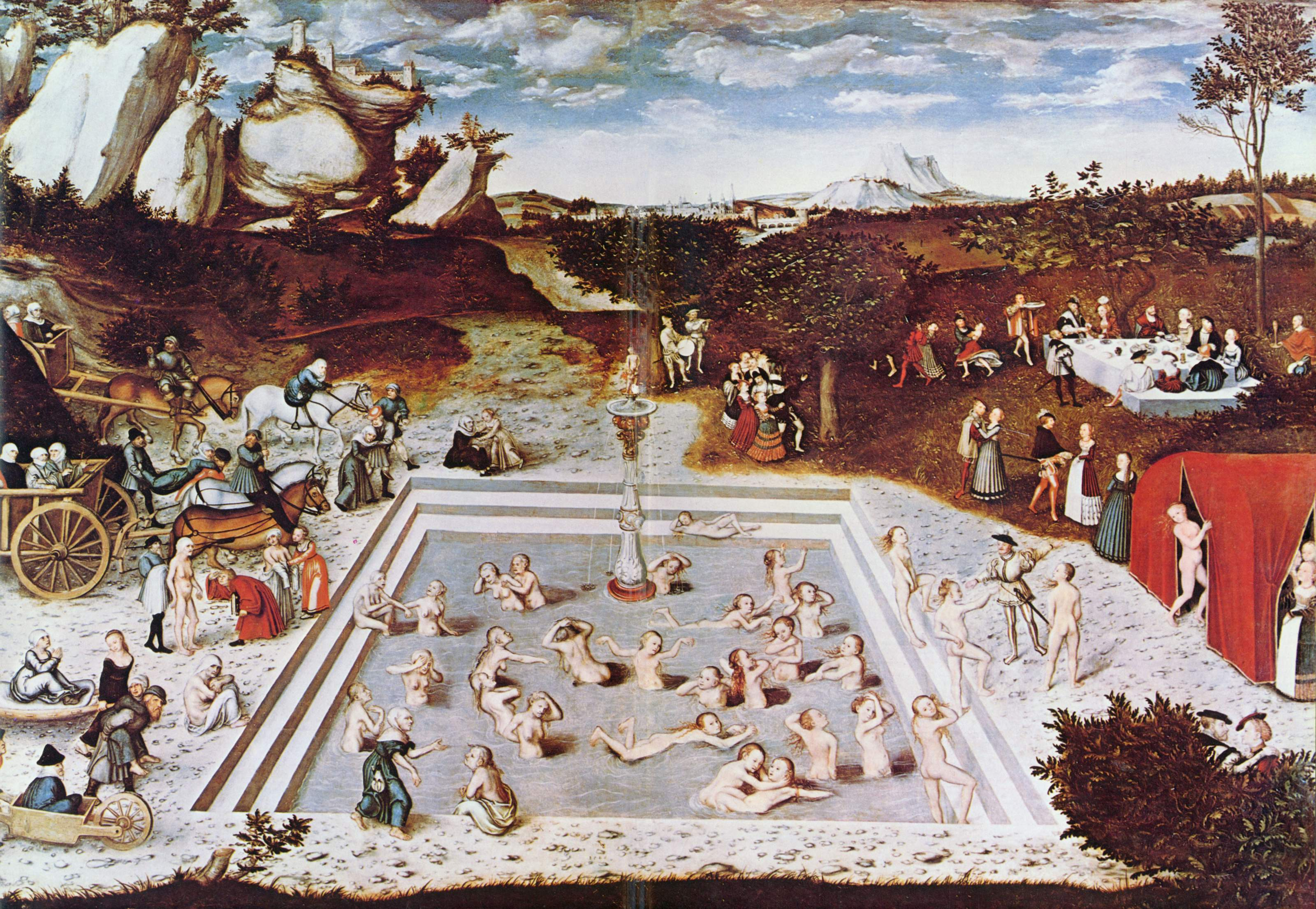
Лукас Кранах Старший. Источник молодости. 1546. Дерево, масло. Берлинская картинная галерея

Источник вечной молодости — легендарный родник, восстанавливающий молодость всякого, кто из него пьёт. Легенде о нём тысячи лет; упоминания встречаются уже у Геродота, в «Истории Александра Великого» и историях о пресвитере Иоанне. В мифах карибских индейцев есть упоминания аналогичного источника. Легенда о нём приобрела широкую известность в XVI веке, когда его пытался найти Хуан Понсе де Леон.

## История

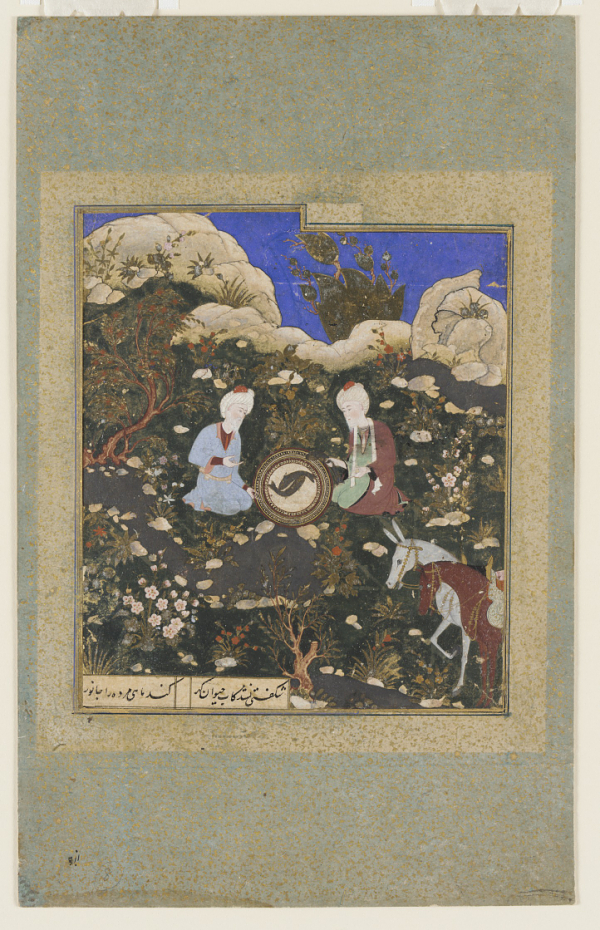
Хидр и Александр Великий наблюдают, как живая вода возвращает к жизни солёную рыбу. Персидская миниатюра из «Романа об Александре». LXIX.75

Геродот упоминает фонтан, расположенный в Эфиопии и содержащий особенную воду, которая даёт эфиопам их исключительное долгожительство. История о «живой воде» появляется в восточных версиях «Истории Александра Великого», которая повествует о том, как Александр Великий и его слуга пересекли Землю Тьмы, чтобы найти омолаживающий родник (слуга полководца стал прототипом восточного мудреца Аль-Хидра позднейших восточных легенд). Арабские версии и версии альхамьядо «Истории Александра Великого» были очень популярны в Испании во время и после периода Аль-Андалуса, и были известны исследователям, которые отправлялись в Америку. Эти ранние тексты явно вдохновили автора популярной средневековой книги о путешествиях, «Приключения Сэра Джона Мандевиля», где также упоминается Фонтан молодости, расположенный у подножия горы близ Поломбе (современный Коллам) в Индии. Под влиянием этих рассказов легенда о фонтане молодости была популярна в придворном готическом искусстве и оставалась популярной в эпоху Великих географических открытий.
У легенды существует также множество косвенных источников. Вечная молодость — дар, который часто искали в мифах и легендах, и рассказы о таких вещах, как философский камень, универсальная панацея, и эликсир жизни являются общими по всей Евразии и в других местах.
Дополнительные подробности, возможно, были заимствованы из истории о купальне Вифезды, содержащейся в Евангелии от Иоанна. В эту купель время от времени сходил Ангел Господень, возмущая воду и придавая ей чудесные свойства, и этого момента постоянно ожидало множество больных, слепых и увечных.

## В культуре
Источник вечной молодости — весьма популярный в искусстве сюжет. Европейская иконография (как, например, одноимённая картина Лукаса Кранаха) достаточно последовательно изображает, как пожилые люди, часто несомые другими, входят в бассейн, настолько большой, насколько позволяет пространство. Люди в бассейне молодые и обнажённые, и через некоторое время они выходят, надевают богатые одежды и наслаждаются трапезой.
В средневековой литературе сюжет восходит к французской поэме XII века «Бог любви», в которой описывается источник, способный вернуть молодость старикам и исцелить болезни.

### Кино
- В фильме «Она» (1935) герои находят источник вечной молодости в Арктической Сибири.
- В историко-приключенческом фильме Лью Лэндерса «Остров ураганов» (1951) испанский конкистадор Хуан Понсе де Леон занимается поиском источника вечной молодости у побережья Флориды.
- В фильме Даррена Аронофски «Фонтан» (2006) сюжетная линия также вращается вокруг фонтана вечной юности, который искал Понсе де Леон.
- Источник вечной молодости присутствует в книге Тима Пауэрса «На странных берегах» (1987) и в фильме «Пираты Карибского моря: На странных берегах» (2011), в котором Капитан Джек Воробей с Чёрной Бородой и его дочерью ищут источник вечной молодости для Чёрной Бороды.
- В фильме Гая Ричи «Источник вечной молодости» (2025) брат и сестра отправляются в путешествие в поисках легендарного источника вечной молодости.
- В одной из серий мультсериала «Утиные истории» герои ищут источник.

### Игры
- В компьютерной игре Age of Empires III в сюжетной кампании Моргана Блэка целью является нахождение Источника вечной молодости во Флориде.